# Characodon
Genre
Characodon est un genre de poisson de la famille des Goodeidae et de l'ordre des Cyprinodontiformes. Ce genre est endémique du Mexique.

## Liste des espèces
Selon FishBase (30 juillet 2017) :
- Characodon audax Smith & Miller, 1986
- Characodon garmani Jordan & Evermann, 1898
- Characodon lateralis Günther, 1866

Selon World Register of Marine Species (30 juillet 2017) :
- Characodon audax Smith & Miller, 1986
- Characodon garmani Jordan & Evermann, 1898
- Characodon lateralis Günther, 1866
- Characodon luitpoldii Steindachner, 1894

### RedList IUCN
- Characodon audax - Statut Vulnérable[4]
- Characodon garmani - Statut Éteint[5]
- Characodon lateralis - En Danger d'Extinction[6]

## Maintenance en aquarium
Ce genre est à maintenir dans les meilleures conditions en aquarium afin de les diffuser de manière exemplaire.